# Industrialnyj (Kraj Krasnodarski)
Industrialnyj (ros. Индустриальный) – osiedle w Rosji, w Kraju Krasnodarskim, w okręgu miejskim Krasnodaru. W 2010 liczyło 4785 mieszkańców.